# Póczik József
Póczik József (Győr, 1953. július 21. –) válogatott labdarúgó, középpályás, edző.

## Pályafutása

### Klubcsapatban
1970 és 1985 között összesen 279 bajnoki mérkőzésen lépett pályára és 57 gólt szerzett.

### A válogatottban
1974 és 1983 között 14 alkalommal szerepelt a válogatottban és 4 gólt szerzett. Egyszeres olimpiai válogatott (1979), egyszeres B-válogatott (1978), kétszeres Budapest válogatott (1983), ötszörös egyéb válogatott (1982–83).

### Edzőként
A Győri ETO vezetőedzője lett 1995-ben, de csak rövid ideig, mintegy fél évig tartott az edzői munkája. A 2010-es években a DAC Unió FC női labdarúgócsapatának szakmai vezetőjeként dolgozott. 2018-ban a megyei II. osztályban szereplő Hegyeshalmi SC férfi labdarúgócsapatának edzőjeként folytatta pályafutását.

## Sikerei, díjai
- Magyar bajnokság
  - bajnok: 1981–82, 1982–83
  - 2.: 1977–78, 1984–85
  - 3.: 1973–74, 1985–86
- UEFA-kupa
  - negyeddöntős: 1978–79
- Közép-európai kupa (KK)
  - 2.: 1978

## Statisztika

### Mérkőzései a válogatottban
| Magyarország | Magyarország         | Magyarország                | Magyarország  | Magyarország | Magyarország     | Magyarország       | Magyarország | Magyarország |
| #            | Dátum                | Helyszín                    | Hazai         | Eredmény     | Vendég           | Kiírás             | Gólok        | Esemény      |
| ------------ | -------------------- | --------------------------- | ------------- | ------------ | ---------------- | ------------------ | ------------ | ------------ |
| 1.           | 1974. március 31.    | Zalaegerszeg, ZTE stadion   | Magyarország  | 3 – 1        | Bulgária         | barátságos         | -            |              |
| 2.           | 1974. szeptember 28. | Bécs, Práter stadion        | Ausztria      | 1 – 0        | Magyarország     | barátságos         | -            | 46'          |
| 3.           | 1974. október 30.    | Cardiff, Ninian Park        | Wales         | 2 – 0        | Magyarország     | Eb-selejtező       | -            | 63'          |
|              | 1979. április 18.    | Pitești                     | Románia       | 2 – 0        | Magyarország     | olimpiai selejtező | -            |              |
| 4.           | 1979. október 17.    | Debrecen, Nagyerdei stadion | Magyarország  | 3 – 1        | Finnország       | Eb-selejtező       | -            |              |
| 5.           | 1979. október 26.    | Budapest, Népstadion        | Magyarország  | 0 – 2        | Egyesült Államok | barátságos         | -            |              |
| 6.           | 1982. március 24.    | Budapest, Népstadion        | Magyarország  | 2 – 3        | Ausztria         | barátságos         | -            | 57'          |
| 7.           | 1982. április 18.    | Budapest, Népstadion        | Magyarország  | 1 – 2        | Peru             | barátságos         | -            | 70'          |
| 8.           | 1982. szeptember 22. | Győr, Rába ETO Stadion      | Magyarország  | 5 – 0        | Törökország      | barátságos         | 1            | 73'          |
| 9.           | 1982. október 6.     | Párizs, Parc des Princes    | Franciaország | 1 – 0        | Magyarország     | barátságos         | -            | 68'          |
| 10.          | 1983. március 27.    | Luxembourg                  | Luxemburg     | 2 – 6        | Magyarország     | Eb-selejtező       | 3            | 31' 60' 71'  |
| 11.          | 1983. április 13.    | Coimbra, Municipal-stadion  | Portugália    | 0 – 0        | Magyarország     | barátságos         | -            |              |
| 12.          | 1983. április 17.    | Budapest, Népstadion        | Magyarország  | 6 – 2        | Luxemburg        | Eb-selejtező       | -            | 28'          |
| 13.          | 1983. május 15.      | Budapest, Népstadion        | Magyarország  | 2 – 3        | Görögország      | Eb-selejtező       | -            |              |
| 14.          | 1983. június 1.      | Koppenhága, Idraets Park    | Dánia         | 3 – 1        | Magyarország     | Eb-selejtező       | -            |              |
|              | Összesen             |                             |               | 14           | mérkőzés         |                    | 4            | gól          |